# Арругії

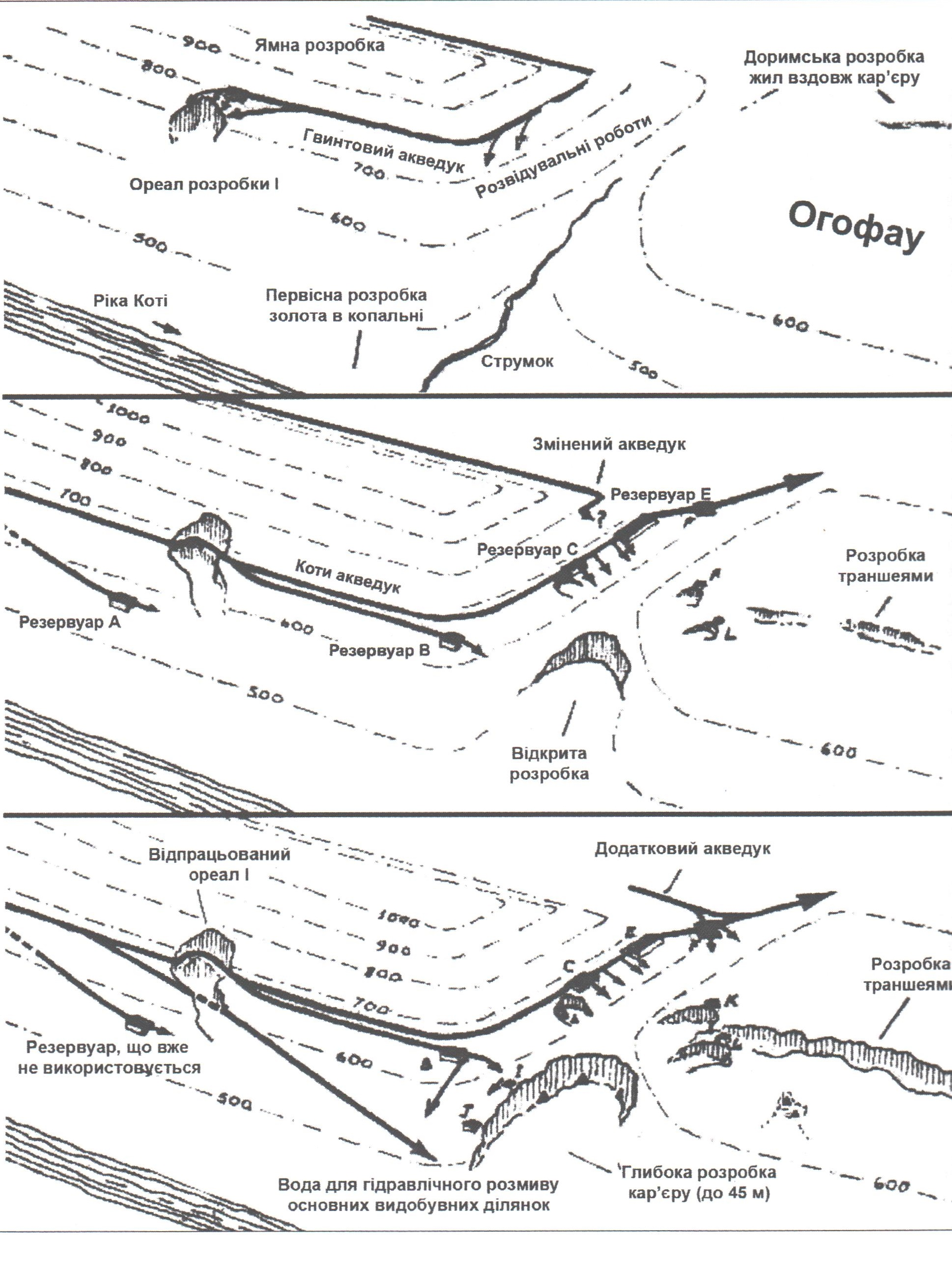
Схема римської розробки родовища Долокоті, територія нинішньої Англії.

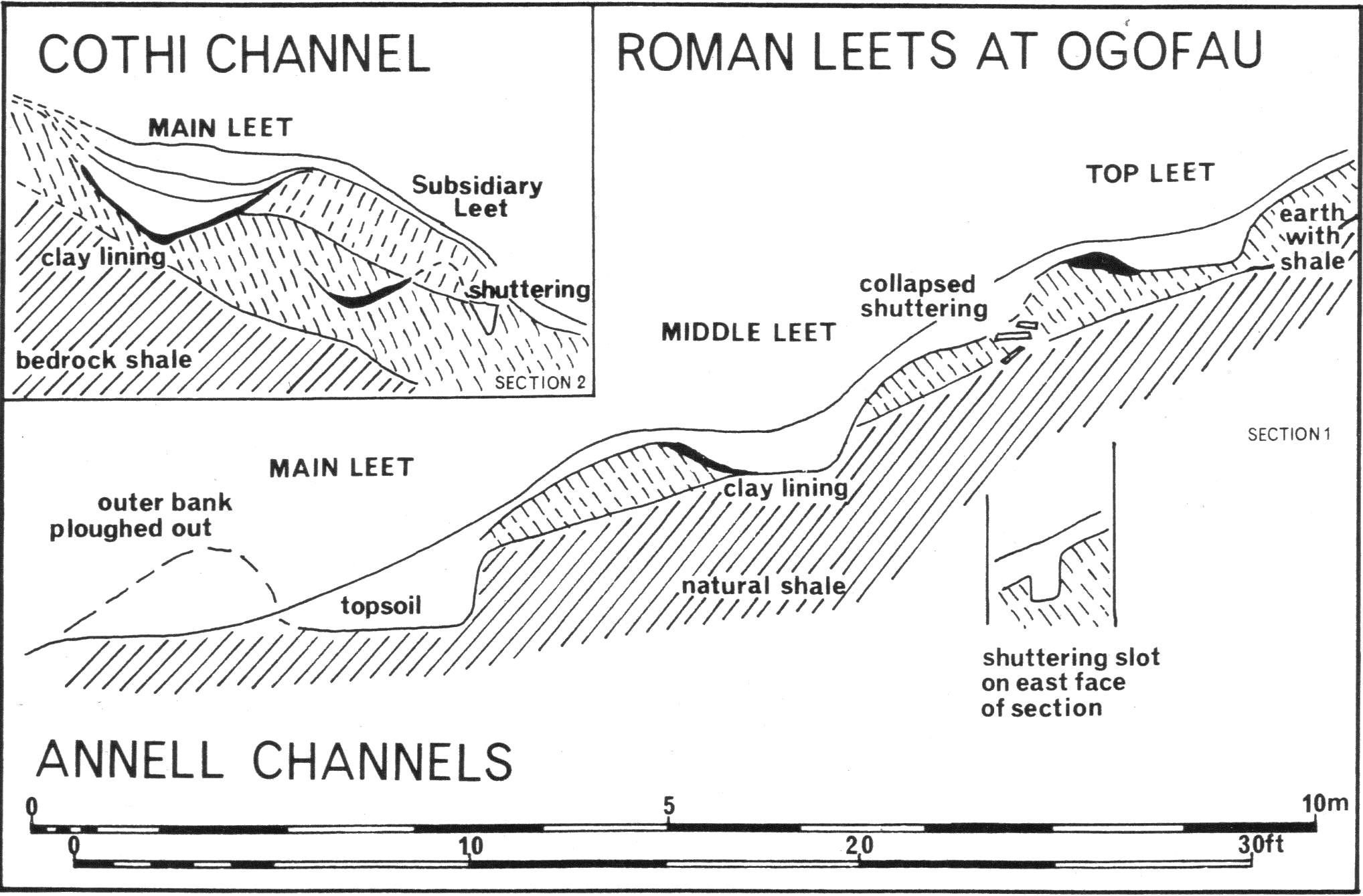
Схема гірничих розробок на Dolaucothi Gold Mines

Арругії (лат. arrugias) — гідровидобувні комплекси давніх римлян — так званий «римський спосіб розробки». Поєднував риси гідравлічної, підземної та відкритої (розсипної) розробки родовищ .

## Суть методу
До місць, що лежали вище рівня розробки, підводили канали (акведуки), вода яких наповнювала розташовані на узвишші резервуари й стрімко скидалася з висоти на гірський масив, утворюючи розмиви (яруги). У боках утвореного яру (кар'єру) вели розробку поверхневою системою стволів і штолень, довжина яких становила десятки метрів (в окремих випадках 200–300 м). Штольні розміщували на відстані 10 — 15 м одна від одної, утворюючи фронт розробки шириною близько 150 м. Виробки збивали між собою сполучними ходами, залишаючи при цьому цілики мінімально можливих розмірів. Наступним етапом проводили обвал виробок і руйнування гірського масиву, для чого підрубували у виробках опірні стояки, а водні потоки спрямовували у шахтні стволи, що призводило до розмиву ціликів і «осіданню» породного масиву. На породний обвал із розташованих на вершині гори резервуарів знову скидали водний потік, який розмивав і захоплював з собою уламки порід. Збираючи уламкові продукти у спеціально створених ровах, за допомогою технології промивання відділяли крупинки золота від пустої породи. Описані гідровидобувні комплекси отримали назву Арругії .
Перші арругії передбачали руйнування масиву за допомогою підземної розробки гірського масиву з наступним його розмивом.

### Опис арругій сучасниками
Пліній, який бачив «римський спосіб розробки» пише:
| „По закінченню робіт (по спорудженню стволів, штолень і збійок – авт.) опори склепінь підрубують, починаючи з внутрішніх. Гора зачинає осідати, і тільки сторож на її вершині помічає це. Він криком і знаками викликає робочих і в той же час сам тікає з гори. Гора валиться з таким тріском, який людині важко й уявити. Переможці серед неймовірного шуму й вітру дивляться на руїну природи. Але золота ще немає! Бо коли копали виробки, то ще не знали, чи знайдуть його... Після цього приходить нова праця, пов’язана з іще більшими витратами. Для промивання руїн підводять ріки з гірських вершин, іноді з відстані сотні миль. І тут тисяча робіт! Скат повинен бути дуже крутим, щоб вода скоріше падала, аніж текла, тому вона проводиться по найбільш високих місцях, а полонини й інші перешкоди долаються трубами, що тримаються на опорах. В інших місцях прорубують непрохідні скелі. Ті, хто їх прорубує, висять на канатах і здалеку виглядають навіть не тваринами а птахами. Висячи, вони вимірюють схил і проводять лінії, що вказують напрямок. Там, де звичайна людина не знаходить місця, щоб поставити ногу, вони проводять ріки. Мулиста вода невигідна для промивання золота; мул цей називають уріум. Щоб уникнути уріуму, водопровідні канали прокладають по скелям і каменям. На початку скату, з краю гори викопують басейни шириною у 200 ступнів і глибиною у 10; вони мають п’ять шлюзів розміром у 3 ступні. Коли басейн заповнюють, заслони вибиваються, і струмені води летять з такою силою, що руйнують величезні кам’яні брили”. |

## Приклади застосування «римського способу розробки»
Прикладом римських арругій є розробки в Лас Медулас (провінція Леон, Північно-Західна Іспанія). Вони являють собою залишки системи з восьми каналів (акведуків), що подавали воду до штучних озер (резервуарів), розташованих над зоною гірничих робіт. Протяжність збудованих каналів становила від 10 до 95 км (сумарна 590 км). Маршрут їх проведення опоясував гірський масив, а в окремих випадках проходив крізь скелі, що потребувало спорудження тунелів.
За оцінкою проф. А. Беллідо, об'єми зруйнованих порід сягали на північному заході Іспанії близько 500 млн м3 і забезпечили видобуток понад 1,5 тис. т золота.